# Hiili Hiilesmaa

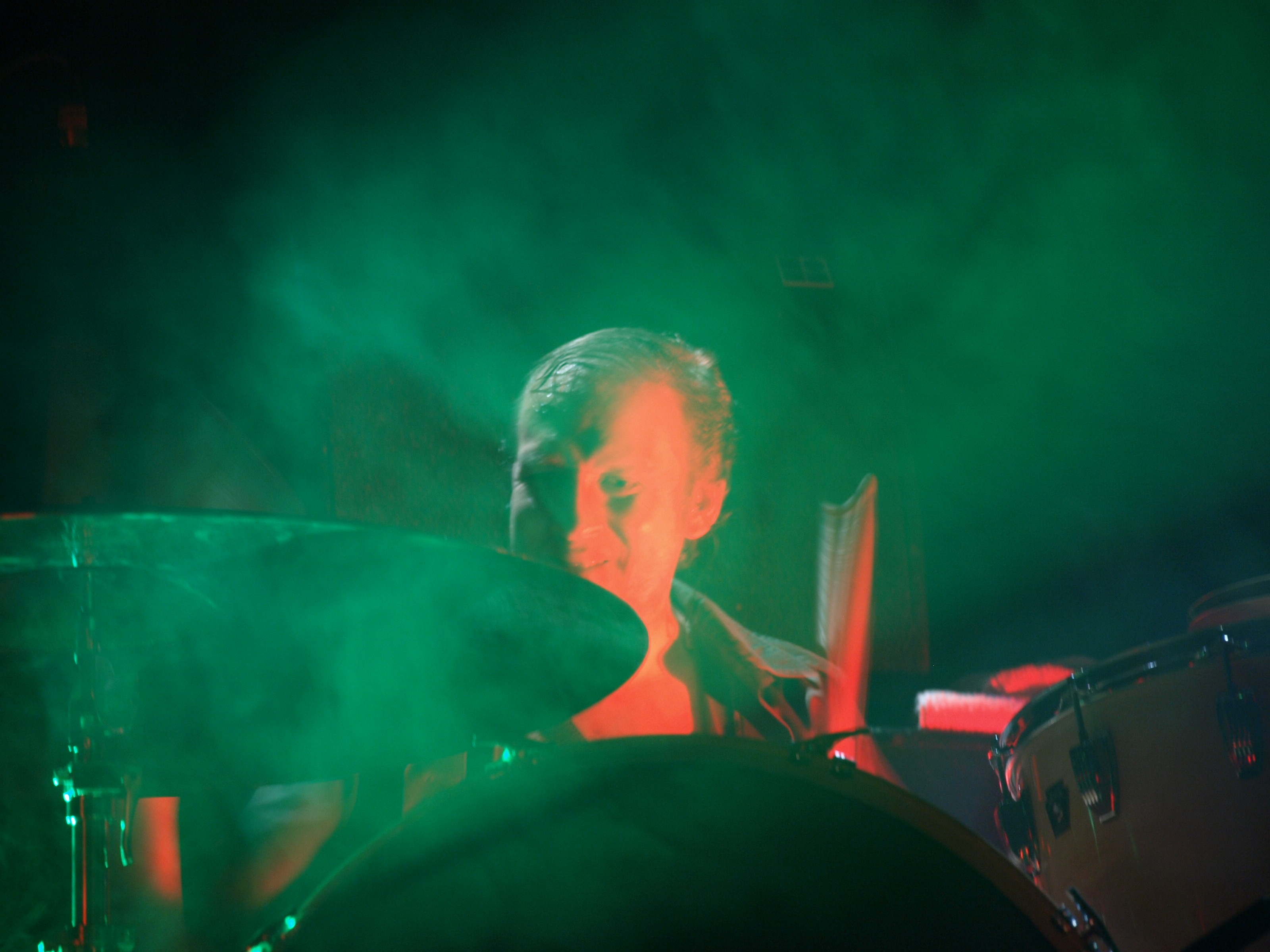
Hiilesmaa bei einem Auftritt mit KYPCK im August 2008

Kai Hiili Markus Hiilesmaa (* Dezember 1966), auch bekannt als Special K und Dr. Skrepper, ist ein finnischer Musiker und Musikproduzent aus Helsinki.

## Karriere
Hiili Hiilesmaa ist seit Mitte der 1990er Jahre als Musikproduzent tätig, hauptsächlich im Metal-Bereich. Zu den von ihm unterstützten Bands gehören unter anderem HIM, Teräsbetoni, Sentenced, Apocalyptica, The 69 Eyes, Amorphis und auch Lordi. Vier der von ihm produzierten Alben wurden in Finnland mit Platin ausgezeichnet, zahlreiche weitere mit Gold. Laut eigener Angabe haben sich die Alben insgesamt über zwei Millionen Mal verkauft.
Hiilesmaa ist auch als Musiker aktiv. Ab Anfang der 1990er bis 1999 war er Schlagzeuger bei der Rockband Road Crew, mit der er vier Alben aufnahm. Ab Mitte der 90er war er auch Keyboarder der Industrialband Itä-Saksa, für die er erstmals auch Alben produzierte. Zurzeit ist er Sänger bei der Psychobillyband The Skreppers und Schlagzeuger bei der Doom-Metal-Band KYPCK. In allen Bands ist bzw. war er auch als Songschreiber tätig.

## Diskografie
| Road Crew - 1992: Street Corner - 1993: U.N.I. - 1995: Tallman’s Tale - 1999: Bulldozer | Itä-Saksa - 1995: Kontrol - 1998: Let’s Kompromise - 2000: Man the Machines | The Skreppers - 1999: Splish Splash - 2002: Hedonist Hellcats - 2004: Call Of The Trash - 2007: Stilettos | KYPCK - 2008: Cherno |

## Produzent (Auswahl)
| The 69 Eyes - 2004: Devils - 2007: Angels Amorphis - 1995: Elegy - 1996: My Kantele - 2003: Far from the Sun (Mix) Apocalyptica - 1998: Inquisition Symphony - 2000: Cult Don Huonot - 2002: Don Huonot | HIM - 1996: 666 Ways to Love - 1997: Greatest Lovesongs Vol. 666 - 2003: Love Metal - 2004: And Love Said No - 2007: Venus Doom Lordi - 2004: The Monsterican Dream Moonspell - 2001: Darkness and Hope - 2004: The Antidote | Negative - 2006: Anorectic Sentenced - 1999: Crimson - 2002: The Cold White Light - 2005: The Funeral Album Suburban Tribe - 1998: Elektro 57 - 2004: Manimal (Mix) Ruoska - 2008: Rabies | Teräsbetoni - 2006: Vaadimme Metallia - 2008: Myrskyntuoja Theatre of Tragedy - 2002: Assembly Waltari - 1999: Radium Round |